# Roberto I di Francia
Roberto di Neustria (863 oppure 866 – Soissons, 15 giugno 923) è stato un re franco fu conte di Parigi, conte d'Angiò, di Auxerre, di Nevers, di Tours e marchese di Neustria contro i Bretoni (dal 911 demarchus o marchese delle due Neustrie) dall'888 al 922. Fu infine re dei Franchi Occidentali come Roberto I dal 922 alla sua morte.

## Origine
Figlio maschio secondogenito del Marchese di Neustria contro i Bretoni, conte d'Angiò, di Auxerre e di Nevers, Roberto il Forte, della dinastia dei Robertingi, e della seconda (o terza) moglie, Adelaide d'Alsazia, come è indicato nelle Europäische Stammtafeln. Adelaide era la figlia secondogenita del conte di Tours, Ugo e della moglie Ava o Bava come risulta dal testamento di Gerardo di Rossiglione, conte di Vienne, quindi era della casa dei Robertingi. Suo fratello era il re dei Franchi occidentali, Oddone.

## Biografia
Alla morte del padre Roberto il Forte, avvenuta il 15 settembre 866 nella battaglia di Brissarthe contro i Vichinghi, suo fratello Oddone avrebbe dovuto succedergli come Marchese di Neustria contro i Bretoni e in tutti gli altri titoli, ma il re dei Franchi occidentali Carlo il Calvo, anche in considerazione della giovane età di Oddone, preferì richiamare in Neustria Ugo l'abate, che nel frattempo era stato eletto arcivescovo di Colonia, per affidargli, oltre che il marchesato e le altre contee, anche la tutela del giovane Oddone e del piccolo Roberto.
Nell'886, dopo la morte di Ugo l'abate, durante l'assedio di Parigi a opera dei Normanni, in cui era morto Enrico di Franconia, suo fratello, Oddone, che si era distinto durante l'assedio organizzando la difesa della città, ottenne dall'imperatore, Carlo il Grosso, i titoli che erano stati di suo padre, Roberto il Forte: marchese di Neustria (includeva il titolo di conte d'Orleans), conte d'Angiò, di Auxerre, di Nevers e di Tours; a Roberto invece toccò la nomina ad abate laico dell'Abbazia di Marmoutier.
Quando, nell'888, Carlo il Grosso, che era anche re dei franchi occidentali, morì, suo fratello, Oddone, secondo l'Herimanni Aug. Chronicon, assunse il potere sulla Neustria e in Aquitania (Gallia usque ad Ligerim et in Aquitania) e Ademaro di Chabannes conferma che i Franchi, congiurando contro il giovane Carlo, elessero loro re il duca d'Aquitania, Oddone. Roberto subentrò a suo fratello nel marchesato di Neustria e molto probabilmente in tutti gli altri titoli.
Nell'893 suo fratello Oddone conquistò il Poitou, togliendolo a Ebalus di Aquitania e nominò Roberto conte di Poitiers. Ma Ademaro d'Angoulême figlio di un precedente conte di Poitiers, Emenone, che si aspettava di ottenere la contea per i servizi prestati a Oddone, nell'estate di quello stesso anno, conquistò la città di Poitiers e si impadronì della contea. Il re dei Franchi occidentali, Oddone, dopo non molto tempo confermò la contea a Ademaro d'Angoulême.
Il 28 gennaio 893 Carlo III il Semplice, raccogliendo tutti gli scontenti di Oddone attorno a sé, che era stato incoronato re nella Basilica di San Remigio a Reims dall'arcivescovo di Reims, Folco il Venerabile, intraprese una guerra contro Roberto che, schierato con il fratello, si dimostrò un valoroso soldato; la guerra terminò, nell'897, quando Carlo si riconobbe ribelle pentito e Oddone, dopo averlo perdonato, riconobbe il re carolingio come suo successore. Dopo la morte di suo fratello Oddone, avvenuta il 3 gennaio 898, i nobili, rispettando il patto dell'anno precedente accettarono come re, Carlo il Semplice; anche Roberto riconobbe la supremazia del carolingio Carlo III, e mantenendo i suoi possedimenti e i suoi titoli, continuò a difendere il nord della Francia dagli attacchi dei Normanni, anche perché il titolo di marchese di Neustria contro i Vichinghi, dopo la morte di Berengario II di Neustria, era vacante.

Regno di Roberto I nel 922 (in rosso)

Roberto, nell'894, come risulta da un documento, era anche abate laico di Saint-Martin de Tours e che nei documenti successivi, come quelli dell'899 e del 900, dichiara di essere successo come abate di San Martino (Tours) al fratello Oddone. Roberto fu riconosciuto marchese unico di Neustria (o dimarchus, marchese delle due Neustrie), nel 911, l'anno dell'accordo tra lo Jarl dei Normanni, Rollone e Carlo III il Semplice, che poté dedicarsi alla conquista della Lotaringia. Nel 919 Roberto si oppose ai Normanni che, devastata la Bretagna, attaccarono Nantes e risalirono la Loira e, incendiate Angers e Tours, misero l'assedio a Orléans, ma solo due anni dopo, riuscì a liberare le sue contee.
Dato che Carlo III, dopo averla conquistata, tra il 911 e il 912, prediligeva la Lotaringia a discapito della Neustria, cominciò a serpeggiare il malcontento, che nel 921 arrivò al culmine, dopo che i continui favoreggiamenti da parte del re per un suo vassallo lorenese di umile origine, di nome Hagano, suo consigliere privato, fecero irritare il clero e la nobiltà neustriana, che si ribellò apertamente sotto la guida di Roberto, che costrinse Carlo III a rifugiarsi in Lorena. Fuggito il re Carlo III, Roberto il 22 giugno 922 fu acclamato re e il 30 giugno, secondo il cronista Flodoardo, fu incoronato re nella Basilica di San Remigio a Reims, dall'arcivescovo di Sens, Gualtiero.
Carlo III riunì il suo esercito, composto prevalentemente da lorenesi e, ancora secondo Flodoardo, si mosse contro Roberto, attraversata la Mosa, si avvicinò a Soissons dove il 15 giugno del 923 i due eserciti si scontrarono. I Neustriani ebbero la meglio e Carlo III dovette fuggire per rientrare in Lotaringia, ma Roberto perse la vita e una leggenda narra che Roberto cadde in duello per mano dello stesso Carlo III. La morte di Roberto è ricordata in vari necrologi, tra cui quelli delle cattedrali di Chartres e di Auxerre. Dopo la sua morte i Neustriani elessero re il genero di Roberto, Rodolfo, Duca di Borgogna, che fu incoronato a Soissons il 13 luglio e così sua figlia Emma successe come regina dei Franchi occidentali alla madre, Beatrice di Vermandois.

## Matrimoni e discendenza
Roberto I sposò in prime nozze Adele del Maine, com'è indicato nelle Europäische Stammtafeln, vol II cap. 10, da cui ebbe:
- Adele (circa 895 - circa 931), sposa di Erberto II di Vermandois[19][20].

Sposò in seconde nozze, nell'897 circa, Beatrice di Vermandois (880 circa - dopo il 26 marzo 931), una discendente di Carlo Magno, figlia di Erberto I di Vermandois, il cui fratello Erberto, dopo circa dieci anni, sarebbe divenuto genero di Roberto, per il matrimonio con la figlia di Roberto e figliastra di Beatrice, Adele. Da Beatrice Roberto ebbe due figli:
- Ugo (898- 16 giugno 956), marchese di Neustria e conte di Parigi; padre di Ugo Capeto;
- Emma († 2 novembre 934[22]), sposa di Rodolfo di Borgogna[22].

## Ascendenza
|                        |                         |                       | Genitori            |  |  | Nonni |  |  | Bisnonni              |  |  | Trisnonni             |  |
|                        |                         |                       |                     |  |  |       |  |  | Roberto II di Hesbaye |  |  | Turimberto di Hesbaye |  |
|                        |                         |                       |                     |  |  |       |  |  | Roberto II di Hesbaye |  |  | Turimberto di Hesbaye |  |
|                        |                         | …                     |                     |  |  |       |  |  | Roberto II di Hesbaye |  |  |                       |  |
| Roberto III di Hesbaye |                         |                       |                     |  |  |       |  |  | Roberto II di Hesbaye |  |  |                       |  |
|                        |                         | Teoderata             | …                   |  |  |       |  |  |                       |  |  |                       |  |
|                        |                         | Teoderata             | …                   |  |  |       |  |  |                       |  |  |                       |  |
|                        |                         | Teoderata             | …                   |  |  |       |  |  |                       |  |  |                       |  |
| Roberto il Forte       |                         | Teoderata             |                     |  |  |       |  |  |                       |  |  |                       |  |
|                        |                         | Adriano d'Orléans     | Geroldo di Vintzgau |  |  |       |  |  |                       |  |  |                       |  |
|                        |                         | Adriano d'Orléans     | Geroldo di Vintzgau |  |  |       |  |  |                       |  |  |                       |  |
|                        |                         | Adriano d'Orléans     | Emma d'Alemannia    |  |  |       |  |  |                       |  |  |                       |  |
| Waldrada di Worms      |                         | Adriano d'Orléans     |                     |  |  |       |  |  |                       |  |  |                       |  |
|                        |                         | Waldrada              | Alleaume di Autun   |  |  |       |  |  |                       |  |  |                       |  |
|                        |                         | Waldrada              | Alleaume di Autun   |  |  |       |  |  |                       |  |  |                       |  |
|                        |                         | Waldrada              | …                   |  |  |       |  |  |                       |  |  |                       |  |
| Roberto I di Francia   |                         | Waldrada              |                     |  |  |       |  |  |                       |  |  |                       |  |
|                        | Liutfrido II di Sundgau | Liutfrido I d'Alsazia |                     |  |  |       |  |  |                       |  |  |                       |  |
|                        | Liutfrido II di Sundgau | Liutfrido I d'Alsazia |                     |  |  |       |  |  |                       |  |  |                       |  |
|                        | Liutfrido II di Sundgau | Iltrude di Wormsgau   |                     |  |  |       |  |  |                       |  |  |                       |  |
| Ugo di Tours           | Liutfrido II di Sundgau |                       |                     |  |  |       |  |  |                       |  |  |                       |  |
|                        |                         | Bava d'Alsazia        | …                   |  |  |       |  |  |                       |  |  |                       |  |
|                        |                         | Bava d'Alsazia        | …                   |  |  |       |  |  |                       |  |  |                       |  |
|                        |                         | Bava d'Alsazia        | …                   |  |  |       |  |  |                       |  |  |                       |  |
| Adelaide d'Alsazia     |                         | Bava d'Alsazia        |                     |  |  |       |  |  |                       |  |  |                       |  |
|                        |                         | …                     | …                   |  |  |       |  |  |                       |  |  |                       |  |
|                        |                         | …                     | …                   |  |  |       |  |  |                       |  |  |                       |  |
|                        |                         | …                     | …                   |  |  |       |  |  |                       |  |  |                       |  |
| Ava o Bava di Morvois  |                         | …                     |                     |  |  |       |  |  |                       |  |  |                       |  |
|                        |                         | …                     | …                   |  |  |       |  |  |                       |  |  |                       |  |
|                        |                         | …                     | …                   |  |  |       |  |  |                       |  |  |                       |  |
|                        |                         | …                     | …                   |  |  |       |  |  |                       |  |  |                       |  |
|                        |                         | …                     |                     |  |  |       |  |  |                       |  |  |                       |  |